# Пенелопа гаянська
Пенелопа гаянська (Penelope marail) — вид куроподібних птахів родини краксових (Cracidae).

## Поширення
Поширений у східній частині Венесуели, в Гаяні, Суринамі, Французькій Гвіані та на півночі Бразилії на північ від річки Амазонки та на схід від річки Ріу-Бранку. Населяє зрілі тропічні ліси, хоча його можна знайти і у вторинних лісах.

## Опис
Великий птах завдовжки від 63 до 68 см. Самці важать від 772 до 1310 г, а самиці від 770 до 1450 г. Спинка, крила і центральне хвостове пір'я номінального підвиду темні з зеленуватим оливковим блиском. Зовнішнє пір'я хвоста блакитно-чорне. Груди темні з білими цяточками, а черево червонувато-коричневе. Горло неоперене, червоного кольору . Підвид P. m. jacupeba трохи менший, блідіший і має більше сірувато-коричневого кольору.

## Підвиди
- P. m. jacupeba Spix, 1825 — Північна Бразилія і, можливо, також південний схід Венесуели[5]
- P. m. marail (Statius Müller, 1776) — схід Венесуели та Гвіана.